# ミロシュ・ラオニッチ
ミロシュ・ラオニッチ（Milos Raonic, Miloš Raonić 英語発音: [ˈmiːloʊʃ ˈraʊnɪtʃ] セルビア・クロアチア語発音: [mîloʃ râonitɕ], 1990年12月27日 - ）は、ユーゴスラビア社会主義連邦共和国モンテネグロ社会主義共和国ティトーグラード(現:ポドゴリツァ)出身のカナダの男子プロテニス選手。ATPツアーでシングルス8勝を挙げている。ATPランキング自己最高位はシングルス3位。ダブルス103位。身長196cm、体重98kg。右利き、バックハンド・ストロークは両手打ち。「ミロス・ラオニック」の表記も見られるが、カナダのメディアも「ミロシュ・ラオニッチ」と言う発音を使用している。
カナダ人として初めてのグランドスラム男子シングルス決勝進出者。

## 選手経歴

### ジュニア時代
ユーゴスラビア社会主義連邦共和国モンテネグロ社会主義共和国ティトーグラード(現:ポドゴリツァ)で生まれたラオニッチは3歳でカナダに移住し、8歳でテニスを始める。

### 2008年 プロ転向
2008年にプロに転向。この年は訪日して柏のフューチャーズ大会に出場している。

### 2010年 グランドスラム初出場
2010年全米オープンで予選を勝ち上がり4大大会に初出場。ジャパン・オープン・テニス選手権にも出場し、予選から勝ち上がり2回戦で当時世界ランキング1位のラファエル・ナダルに挑戦し、4-6, 4-6で敗れた。

### 2011年 ツアー初優勝

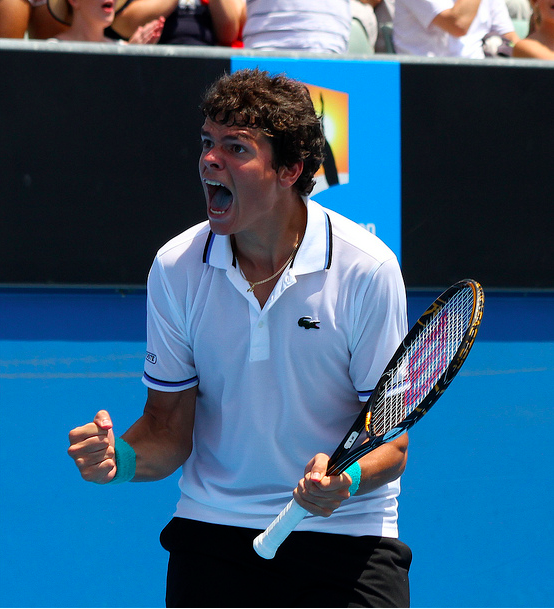
2011年楽天ジャパン・オープンでのミロシュ・ラオニッチ

2011年の全豪オープンでは、予選から勝ち上がり1回戦でビョルン・ファウを7-6(3), 6-3, 7-6(8)で破り4大大会初勝利を挙げる。2回戦では第22シードのミカエル・ロドラを7-6(3), 6-3, 7-6(4)で、3回戦では第10シードのミハイル・ユージニーを6-4, 7-5, 4-6, 6-4で破り4回戦に進出した。4回戦では第7シードのダビド・フェレールに6-4, 2-6, 3-6, 4-6で敗れた。
2月のSAPオープンでツアー初の決勝に進出。フェルナンド・ベルダスコを7-6(6), 7-6(5)で破り、ツアー初優勝を果たした。翌週の全米国際インドアテニス選手権でも決勝に進出し、アンディ・ロディックに6-7(7), 7-6(11), 5-7で敗れ準優勝となった。6月のゲリー・ウェバー・オープンではロビン・ハーセと組んだダブルスで決勝に進出したが、ボパンナ/クレシ組に6–7(8), 6–3, [9–11]で敗れた。ラオニッチは2011年度のATPワールドツアー最優秀新人賞（Newcomer of the Year）を受賞した。またファーストサービスポイント獲得率ツアー1位となった。

### 2012年 ツアー2勝目

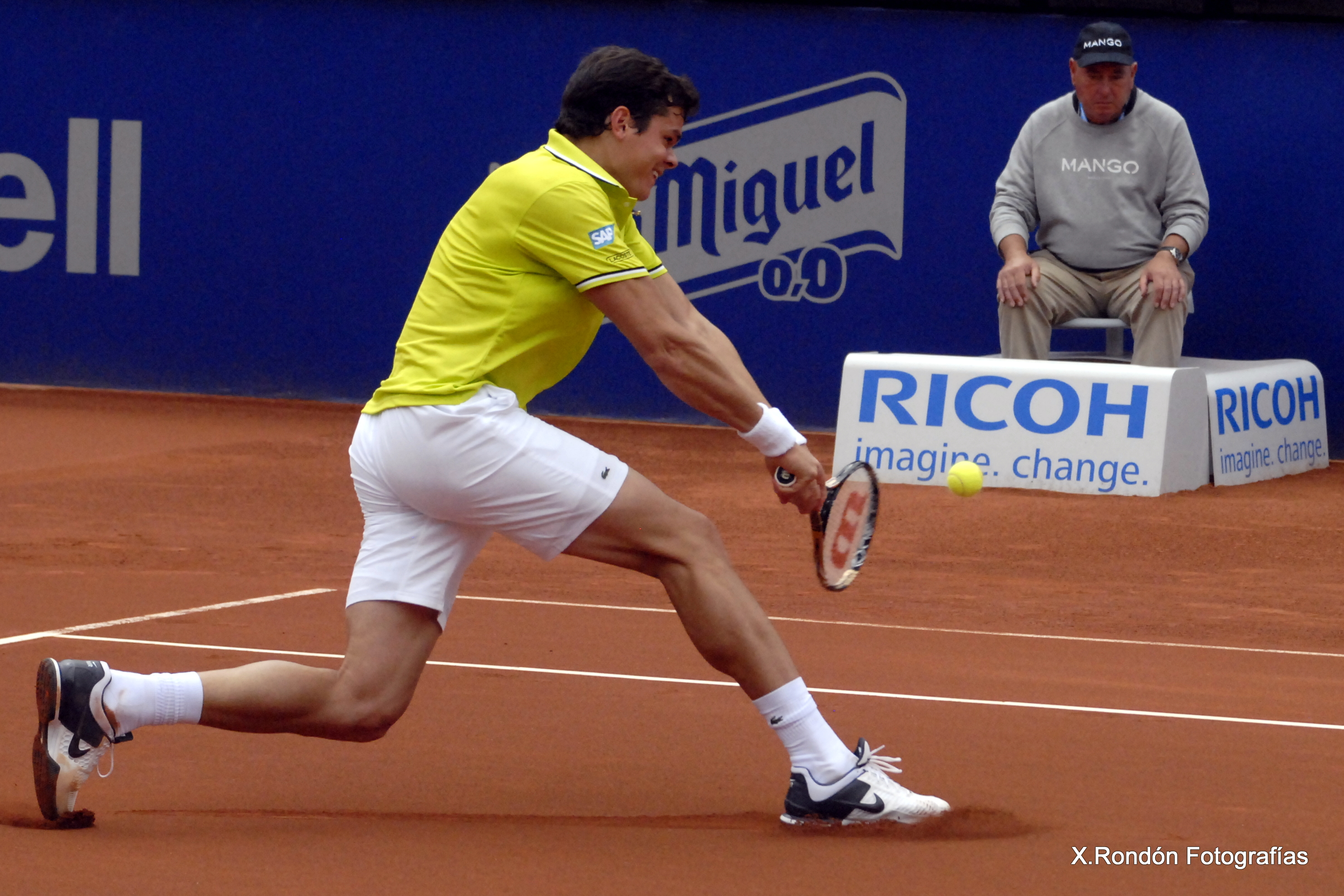
2012年バルセロナ・オープンでのミロシュ・ラオニッチ

2012年の開幕戦チェンナイ・オープンでは決勝でヤンコ・ティプサレビッチに6–7(4), 7–6(4), 7–6(4)で競り勝ちシングルス2勝目を挙げた。全豪オープンでは3回戦で地元のレイトン・ヒューイットに敗れたが、2月のSAPオープンで2年連続の決勝に進出。決勝でデニス・イストミンを7–6(3), 6–2で破り大会連覇を果たした。全米国際インドアテニス選手権でも2年連続で決勝に進出し、ユルゲン・メルツァーに5–7, 6–7(4)で敗れた。
2012年7月のロンドン五輪でオリンピックに初出場した。シングルスの1回戦で日本の伊藤竜馬に6–3, 6–4で勝利したが、2回戦でジョー＝ウィルフリード・ツォンガに 6-3, 3-6, 23-25で敗れた。試合時間は3時間57分でゲーム数の66は五輪最多記録となった。全米オープンでは4回戦で優勝したアンディ・マリーに4-6, 4-6, 2-6で敗れた。10月の楽天ジャパンオープンでは準決勝でマリーを6–3, 6–7(5), 7–6(4)で破ったが決勝で日本の錦織圭に6–7(5), 6–3, 0–6で敗れ優勝を逃した。2012年は前年に続きファーストサービスポイント獲得率ツアー1位。また、サービスゲーム勝率ツアー1位、ブレークポイントセーブ率ツアー1位にも輝いた。

### 2013年 マスターズ準優勝 デビス杯ベスト4 トップ10入り

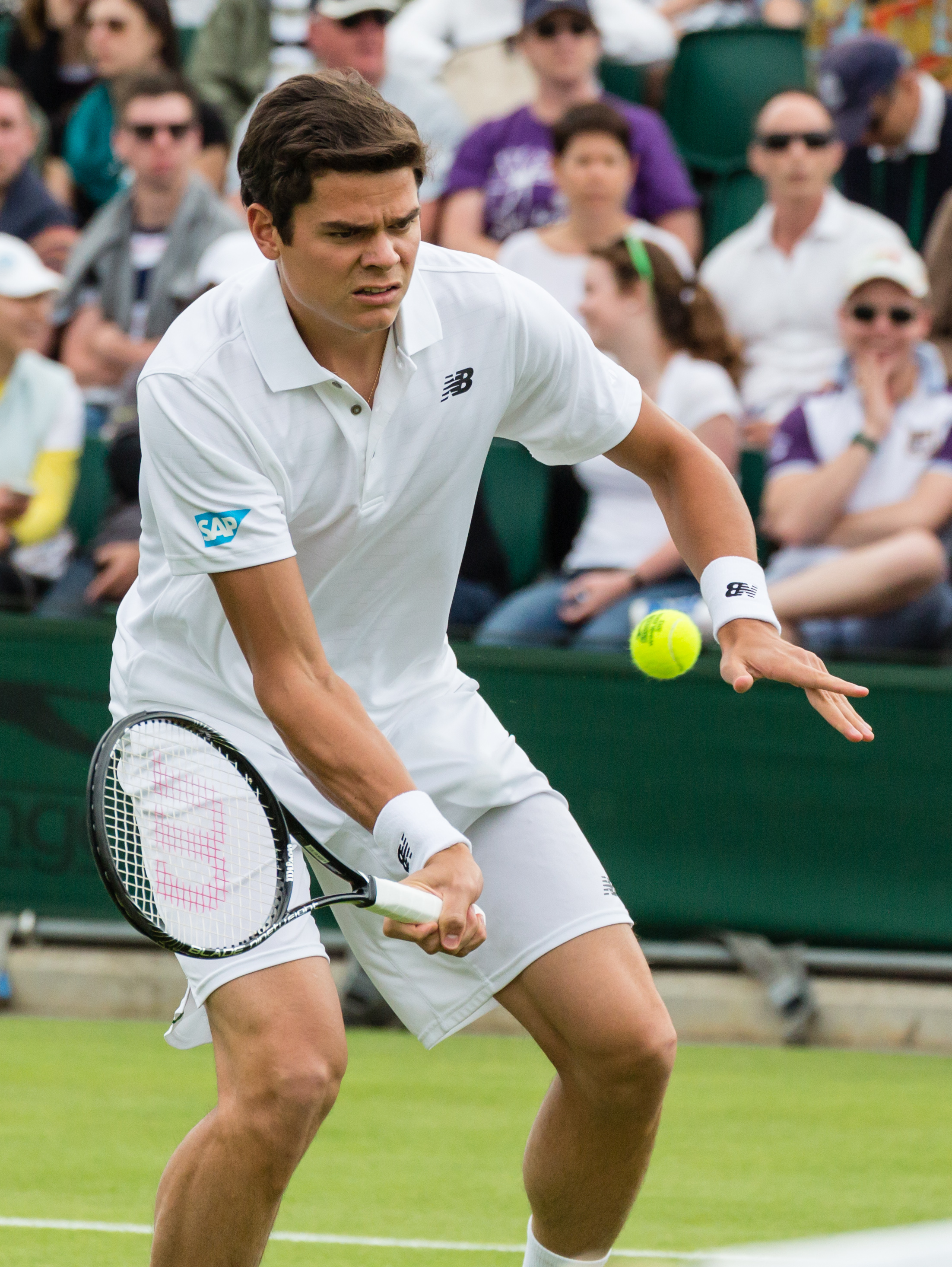
2013年ウィンブルドン選手権でのミロシュ・ラオニッチ

2013年2月のSAPオープンでは決勝でトミー・ハースを6–4, 6–3で破り大会3連覇を果たした。デビスカップでは1回戦のスペイン戦でアルベルト・ラモスとギジェルモ・ガルシア＝ロペスに、準々決勝のイタリア戦ではファビオ・フォニーニとアンドレアス・セッピに勝利し、カナダの準決勝進出に貢献。準決勝のセルビア戦ではヤンコ・ティプサレビッチにフルセットで勝利するが、ノバク・ジョコビッチに敗れ、準決勝敗退となった。2013年8月、地元カナダのモントリオールで開催されたロジャーズ・カップで、初のマスターズ決勝進出を果たすが、ラファエル・ナダルに2-6, 2-6で完敗。しかしこの準優勝により、カナダ人選手として初のトップ10入りを果たした。2013年はファーストサービスポイント獲得率ツアー1位、サービスゲーム勝率ツアー1位を記録した。

### 2014年 マスターズ準優勝 ウィンブルドンベスト4 ATPファイナルズ初出場

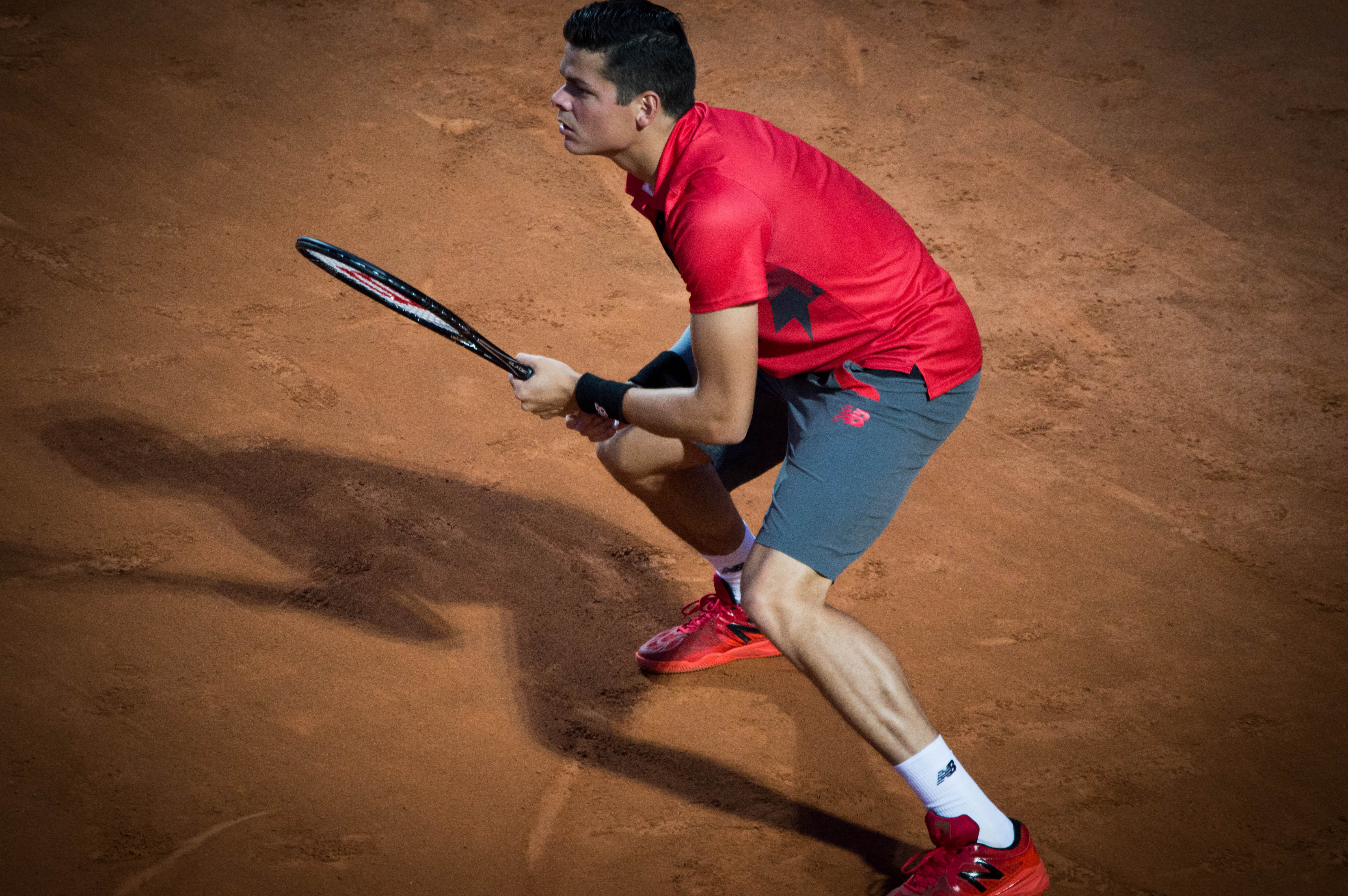
2014年ローマ・マスターズでのミロシュ・ラオニッチ

BNPパリバ・オープン、マイアミ・オープン、モンテカルロ・マスターズとマスターズ3大会連続ベスト8、ローマ・マスターズベスト4。全仏オープンではグランドスラムでは自身初の準々決勝に進出し、ノバク・ジョコビッチに5-7, 6-7(5), 4-6で敗れた。
ウィンブルドンでは4回戦で錦織圭に4-6, 6-1, 7-6(4), 6-3で勝利し、準々決勝に進出。準々決勝で4回戦でラファエル・ナダルを破ったニック・キリオスに6-7(4), 6-2, 6-4, 7-6(4)で勝利し、自身初グランドスラム準決勝進出を果たす。準決勝でロジャー・フェデラーに4-6, 4-6, 4-6で敗れた。大会後の世界ランキングで自己最高の6位となった。
8月シティ・オープンに優勝し500シリーズ初優勝。ロジャーズ・カップベスト8。シンシナティ・マスターズベスト4。合計280ポイント獲得し全米オープンシリーズ優勝を果たす。2014年9月に行われた全米オープンでは、4回戦で錦織圭に6-4, 6-7(4), 7-6(6), 5-7, 4-6のフルセットの末敗れ、2012年大会から数えて3年連続でベスト8進出を逃した。2014年10月の楽天ジャパンオープンでは決勝で錦織に6-7(5-7), 6-4, 4-6で敗れ、3年連続で準優勝という結果となっている。2014年11月、BNPパリバ・マスターズにて準々決勝でロジャー・フェデラーに7-6(5), 7-5で初勝利を揚げ、準決勝でもトマーシュ・ベルディヒを破り、自身2度目となるマスターズ大会決勝に進出。決勝はノバク・ジョコビッチに2-6, 3-6で敗れ、マスターズ大会初優勝はならなかったものの、レースポイントを4440まで伸ばす。
一方、ATPワールドツアー・ファイナルズの出場権を争っていた錦織とダビド・フェレールが準々決勝で対戦し錦織が勝利した為、レースランキングでフェレールを抜いて8位に浮上。更にレースランキング3位のナダルが欠場を表明した為（ナダルが出場した場合は、レースランキング9位だがグランドスラム優勝者であるマリン・チリッチに出場権が与えられる）、繰り上がりでATPワールドツアー・ファイナルズ初出場を果たした。しかしラウンドロビン第1戦でフェデラー、第2戦でアンディ・マリーに敗れ、この試合で太腿を負傷。最終戦の錦織戦を試合直前に棄権し、代わって補欠のフェレールが出場した。年間最終ランキングは8位。

### 2015年 全豪ベスト8 世界4位
年初の全豪オープンでは4回戦のフェリシアーノ・ロペスをフルセットで下し初めてベスト8に進出する。しかし、準々決勝で第1シードのノバク・ジョコビッチに6-7, 4-6, 2-6のストレートで敗れる。その後のマスターズシリーズの初戦インディアンウェルズ・マスターズでは準々決勝でラファエル・ナダルに4-6, 7-6, 7-5で初めて勝利したが準決勝でロジャー・フェデラーにストレート敗けを喫した。
5月に開催されたマドリード・マスターズでは前年度準優勝した錦織圭が準決勝で敗退したため、5月11日発表のランキングで錦織圭、ラファエル・ナダルを抜き自己最高位の4位となった。しかし、クレーコートシーズンでの連戦で無理がたたり、右足に怪我を負ってしまった。手術を受けた結果、全仏オープンは欠場することとなった。
昨年ベスト4のウィンブルドン選手権では3回戦でニック・キリオスに敗れた。全米オープンでは3回戦でシンシナティ・マスターズで敗れたフェリシアーノ・ロペスにストレート負けした。9月に開催されたサンクトペテルブルク・オープンでは、決勝でジョアン・ソウザをフルセットで破りATPツアー7勝目を挙げた。その後、チャイナ・オープンは1回戦で敗退、上海マスターズは3回戦で敗退し、以降の大会を欠場してシーズンを終えた。年間最終ランキングは14位。

### 2016年 全豪ベスト4 ウィンブルドン準優勝 世界3位

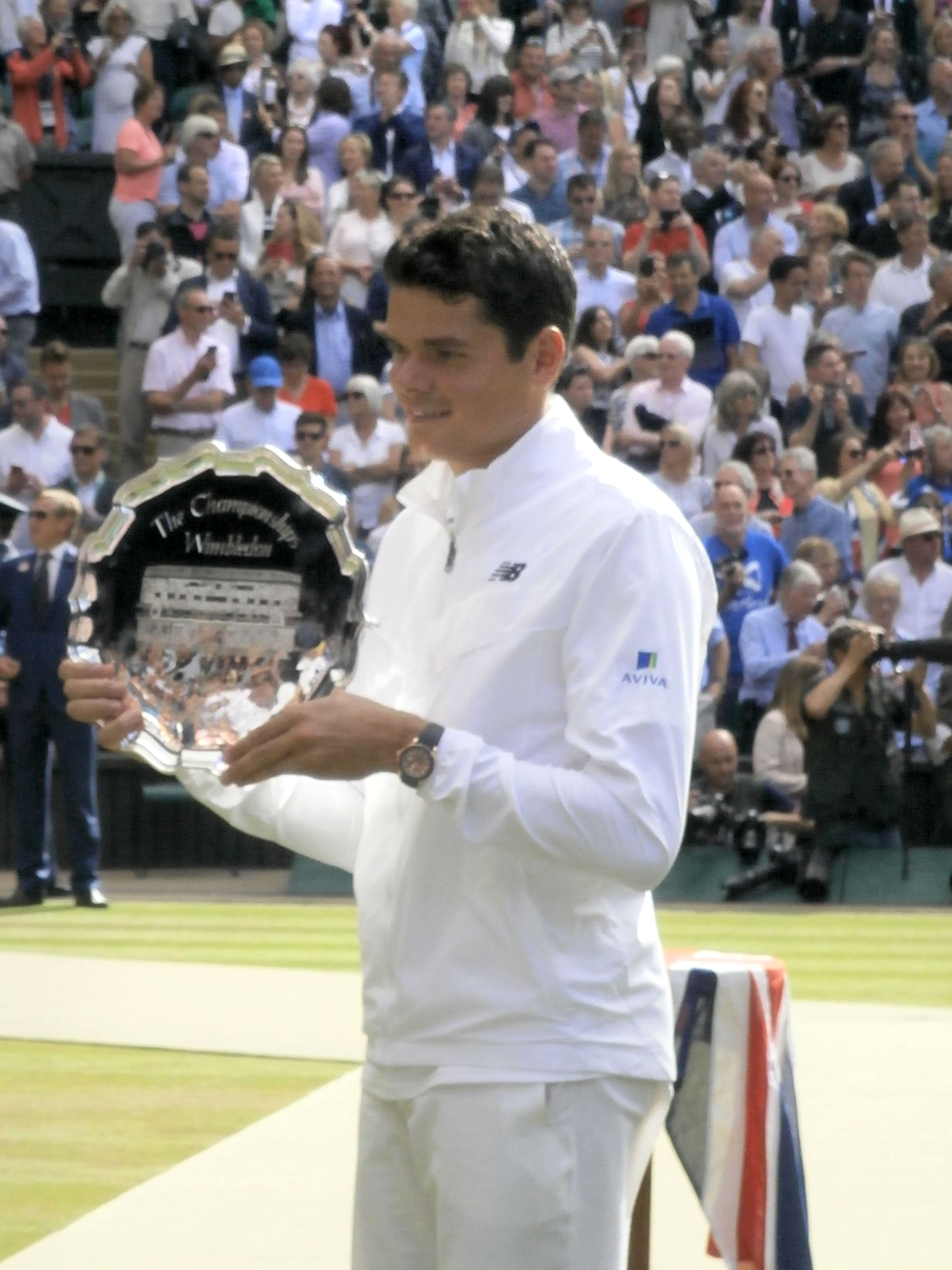
2016年ウィンブルドン選手権準優勝時のミロシュ・ラオニッチ

元世界ランキング1位のカルロス・モヤをコーチに迎え、年初のブリスベン国際ではロジャー・フェデラーに決勝で6-4, 6-4で勝利しツアー8勝目と好調なスタートを切る。全豪オープンでは、4回戦でスタン・ワウリンカに6-4, 6-3, 5-7, 4-6, 6-3で初勝利を挙げ、2年連続ベスト8。準々決勝ではガエル・モンフィスに6-3, 3-6, 6-3, 6-4で初勝利を挙げ、全豪では自身初のベスト4を決める。準決勝ではアンディ・マリーに第3セットまではリードするも、右足を負傷してからは目に見えて動きが悪くなり、6-4, 5-7, 7-6(4), 4-6, 2-6の4時間2分のフルセットで敗れた。
その後怪我のため2月に出場予定だった大会とデビスカップを辞退した。3月のBNPパリバ・オープンでは2年連続ベスト4進出。準決勝でダビド・ゴファンに6-3, 3-6, 6-3で勝利し、決勝に進出。決勝でノバク・ジョコビッチに2-6, 0-6で敗れ、準優勝。5月2日付の世界ランキングでトップ10に復帰。
全仏オープンでは、4回戦でアルベルト・ラモス＝ビニョラスに2-6, 4-6, 4-6で敗れた。ウィンブルドンで3回の優勝を誇るジョン・マッケンローを臨時コーチに招聘して迎えた芝シーズンは、前哨戦のエイゴン選手権では決勝でマリーに敗れ準優勝。ウィンブルドンでは4回戦でダビド・ゴファンに2セットダウンから4-6, 3-6, 6-4, 6-4, 6-4で逆転勝ち。準々決勝でサム・クエリーを6-4, 7-5, 5-7, 6-4で勝利し、2年ぶりのベスト4進出。準決勝でロジャー・フェデラーを6-3, 6-7(3), 4-6, 7-5, 6-3で破り、自身初、そしてカナダ人男子として初めてグランドスラムシングルス決勝進出を果たす。初優勝をかけた決勝ではマリーに4-6, 6-7(3), 6-7(2)で敗れ、準優勝となった。2016年リオデジャネイロオリンピックはジカ熱を懸念し欠場した。
全米オープンでは2回戦の第2セットで全身けいれんを起こし、ライアン・ハリソンに7-6(4), 5-7, 5-7, 1-6で敗れた。10月に2度目のATPワールドツアー・ファイナルズ出場を決めた。ATPワールドツアー・ファイナルズでは初戦ガエル・モンフィスに6-3, 6-4で同大会初勝利をあげる。第2戦ではジョコビッチに6-7(6), 6-7(5)で敗れるも、第3戦でドミニク・ティームに7-6(5), 6-3で勝利し、準決勝進出を決めた。準決勝ではマリーに3時間38分の接戦の末7-5, 6-7(5), 6-7(9)で敗れた。年間最終ランキングで自己最高の3位となった。

### 2017年 全豪ベスト8
前年優勝のブリスベン国際では準決勝でグリゴール・ディミトロフに敗れた。全豪オープンでは準々決勝でナダルに4-6, 6-7(7), 4-6で敗れた。2月のデルレイビーチ・オープンは右足の負傷で決勝を棄権し準優勝。BNPパリバ・オープンを欠場してマイアミ・オープンで復帰するも、怪我が再発し3回戦を棄権した。全仏オープンでは4回戦でパブロ・カレーニョ・ブスタに6-4, 6-7(3), 7-6(6),4-6, 6-8で敗れた。ウィンブルドンでは準々決勝で昨年勝利したロジャー・フェデラーに4-6, 2-6, 6-7(4)で敗れた。その後は左手首の故障に悩まされウエスタン・アンド・サザン・オープンを欠場、手術の為全米オープンも欠場を余儀なくされた。楽天ジャパン・オープン・テニス選手権で復帰するも2回戦の杉田祐一戦で途中棄権し、以降の大会を欠場してシーズンを終えた。年間最終ランキングは24位まで下降した。

### 2018年 ウィンブルドンベスト8
ブリスベン国際でツアーに復帰するものの初戦敗退。全豪オープンでは第22シードとして出場したものの、1回戦でルカシュ・ラツコに敗れた。BNPパリバ・オープンでは準決勝、マイアミ・オープンでは準々決勝まで進出するも、いずれもフアン・マルティン・デル・ポトロに敗れた。マイアミ・オープンでも、準々決勝ではデル・ポトロに敗れた。メルセデス・カップで決勝進出したが、フェデラーに敗れて準優勝だった。全仏オープンは膝の故障で欠場。ウィンブルドン選手権では第13シードとして3年連続で準々決勝に進出したが第9シードジョン・イスナーとのビッグサーバー対決に敗れた。ウエスタン・アンド・サザン・オープンではベスト8。全米オープンは3回戦でスタン・ワウリンカを7-6(6), 6-4, 6-3で下し自己ベストタイの4回戦に勝ち進むが、またしてもイスナーに敗れた。パリ・マスターズでは1回戦でジョー＝ウィルフリード・ツォンガを6-7(4), 7-6(5), 7-6(5)の接戦の末破ったが、2回戦は棄権した。年間最終ランキングは18位。

### 2019年 全豪ベスト8
全豪オープンでは第4シードのアレクサンダー・ズベレフを下し8強入りしたが、準々決勝ではリュカ・プイユに敗れた。BNPパリバ・オープンでは2年連続ベスト4入りするも、またも準決勝でドミニク・ティームに敗れた。マイアミ・オープン後に故障で約3か月間離脱。メルセデス・カップで復帰してベスト4入りしたが、準決勝は棄権した。ウィンブルドン選手権は4回戦で敗れた。8月のロジャーズ・カップ3回戦を途中棄権すると、1か月以上離脱した。年間最終ランキングは31位。

### 2020年 マスターズ準優勝
全豪オープンでは3回戦で昨年ロジャー・フェデラーを下してベスト4入りをした第6シードのステファノス・シチパスを7-5, 6-4, 7-6(2)で破る。4回戦ではマリン・チリッチを6-3, 6-4, 7-5のストレートで下して、ベスト8入り。準々決勝ではノバク・ジョコビッチに4-6, 3-6, 6-7(1)のストレートで敗れた。
ウエスタン・アンド・サザン・オープン3回戦では元世界ランク1位のアンディ・マリーを破り、ベスト8入り。準々決勝でのフィリップ・クライノビッチ、準決勝でのチチパス戦をストレートで制し、ATPマスターズ10004度目の決勝進出をする。決勝ではジョコビッチに6-1, 3-6, 4-6で敗れ、マスターズ準優勝。全米オープンでは2回戦で同胞のバセク・ポシュピシルに7-6(1), 3-6, 6-7(4), 3-6で敗れたが、パリ・マスターズではベスト4に入り。準決勝でダニール・メドベージェフに敗れた。年間最終ランキングは14位。

### 2021年 怪我に見舞われる
ATPカップにカナダ代表として出場。単複ともに奮闘するも、ラウンドロビン敗退。
全豪オープンでは第1シードのノバク・ジョコビッチに6-7(3), 6-4, 1-6, 4-6で敗れ、4回戦敗退。3月のマイアミ・オープンでホベルト・ホルカシュに4回戦で敗れた後、3ヶ月以上もの休養をとった。復帰後、7月のアトランタ・オープンでは初戦でブランドン・ナカシマとの試合に敗れた後に脹脛の負傷により、長期的にツアーを離脱を余儀なくされた。年間最終ランキングは70位。

### 2022年 ランキング消滅
昨年の背中や脹脛の怪我により、ツアー離脱が継続。7月には世界ランキングを584まで大幅下降させ、8月には738位となり、年間最終ランキングまでにはランキングが消滅した。

### 2023年 2年ぶりのツアー復帰
6月、実に1年11ヶ月ぶりの復帰戦となったロスマーレン・グラスコート選手権では1回戦で第5シードのミオミル・キツマノビッチを6-3, 6-4のストレートで下し、復帰戦で白星を飾るとともに初戦突破を果たした。

## プレースタイル
196cmの長身から繰り出される最高250km/hの高速サーブを武器にするビッグサーバー。球足の速いハードコートの勝率が高く、バックに来た打球をまわり込み高い打点から打つフォアハンドショットを得意としている。

## 主要大会決勝

### グランドスラム決勝

#### シングルス: 1 (1準優勝)
| 結果   | 年     | 大会           | サーフェス | 対戦相手         | スコア                  |
| ------ | ------ | -------------- | ---------- | ---------------- | ----------------------- |
| 準優勝 | 2016年 | ウィンブルドン | 芝         | アンディ・マリー | 4-6, 6-7(3-7), 6-7(2-7) |

### マスターズ1000決勝

#### シングルス: 4 (4準優勝)
| 結果   | 年     | 大会                        | サーフェス    | 対戦相手             | スコア        |
| ------ | ------ | --------------------------- | ------------- | -------------------- | ------------- |
| 準優勝 | 2013年 | モントリオール              | ハード        | ラファエル・ナダル   | 2-6, 2-6      |
| 準優勝 | 2014年 | パリ                        | ハード (室内) | ノバク・ジョコビッチ | 2-6, 3-6      |
| 準優勝 | 2016年 | インディアンウェルズ        | ハード        | ノバク・ジョコビッチ | 2-6, 0-6      |
| 準優勝 | 2020年 | シンシナティ (ニューヨーク) | ハード        | ノバク・ジョコビッチ | 6-1, 3-6, 4-6 |

## ATPツアー決勝進出結果

### シングルス: 23回 (8勝15敗)
| 大会グレード                    |
| グランドスラム (0–1)            |
| ATPファイナルズ (0–0)           |
| ATPツアー・マスターズ1000 (0–4) |
| ATPツアー500 (1–6)              |
| ATPツアー250 (7–4)              |

| サーフェス別タイトル |
| ハード (8–11)        |
| クレー (0–1)         |
| 芝 (0–3)             |
| カーペット (0–0)     |

| 結果   | No. | 決勝日        | 大会                        | サーフェス    | 対戦相手                         | スコア                       |
| ------ | --- | ------------- | --------------------------- | ------------- | -------------------------------- | ---------------------------- |
| 優勝   | 1.  | 2011年2月13日 | サンノゼ                    | ハード (室内) | フェルナンド・ベルダスコ         | 7-6(8-6), 7-6(7-5)           |
| 準優勝 | 1.  | 2011年2月20日 | メンフィス                  | ハード (室内) | アンディ・ロディック             | 6-7(7-9), 7-6(13-11), 5-7    |
| 優勝   | 2.  | 2012年1月8日  | チェンナイ                  | ハード        | ヤンコ・ティプサレビッチ         | 6-7(4-7), 7-6(7-4), 7-6(7-4) |
| 優勝   | 3.  | 2012年2月19日 | サンノゼ                    | ハード (室内) | デニス・イストミン               | 7-6(7-3), 6-2                |
| 準優勝 | 2.  | 2012年2月26日 | メンフィス                  | ハード (室内) | ユルゲン・メルツァー             | 5-7, 6-7(4-7)                |
| 準優勝 | 3.  | 2012年10月7日 | 東京                        | ハード        | 錦織圭                           | 6-7(5-7), 6-3, 0-6           |
| 優勝   | 4.  | 2013年2月17日 | サンノゼ                    | ハード (室内) | トミー・ハース                   | 6-4, 6-3                     |
| 準優勝 | 4.  | 2013年8月11日 | モントリオール              | ハード        | ラファエル・ナダル               | 2-6, 2-6                     |
| 優勝   | 5.  | 2013年9月29日 | バンコク                    | ハード (室内) | トマーシュ・ベルディハ           | 7-6(7-4), 6-3                |
| 準優勝 | 5.  | 2013年10月6日 | 東京                        | ハード        | フアン・マルティン・デル・ポトロ | 6-7(5-7), 5-7                |
| 優勝   | 6.  | 2014年8月3日  | ワシントンD.C.              | ハード        | バセク・ポスピシル               | 6-1, 6-4                     |
| 準優勝 | 6.  | 2014年10月5日 | 東京                        | ハード        | 錦織圭                           | 6-7(5-7), 6-4, 4-6           |
| 準優勝 | 7.  | 2014年11月2日 | パリ                        | ハード (室内) | ノバク・ジョコビッチ             | 2-6, 3-6                     |
| 準優勝 | 8.  | 2015年1月11日 | ブリスベン                  | ハード        | ロジャー・フェデラー             | 4-6, 7-6(7-2), 4-6           |
| 優勝   | 7.  | 2015年9月27日 | サンクトペテルブルク        | ハード (室内) | ジョアン・ソウザ                 | 6-3, 3-6, 6-3                |
| 優勝   | 8.  | 2016年1月10日 | ブリスベン                  | ハード        | ロジャー・フェデラー             | 6-4, 6-4                     |
| 準優勝 | 9.  | 2016年3月20日 | インディアンウェルズ        | ハード        | ノバク・ジョコビッチ             | 2-6, 0-6                     |
| 準優勝 | 10. | 2016年6月19日 | ロンドン                    | 芝            | アンディ・マリー                 | 7-6(7-5), 4-6, 3-6           |
| 準優勝 | 11. | 2016年7月10日 | ウィンブルドン              | 芝            | アンディ・マリー                 | 4-6, 6-7(3-7), 6-7(2-7)      |
| 準優勝 | 12. | 2017年2月26日 | デルレイビーチ              | ハード        | ジャック・ソック                 | 不戦敗                       |
| 準優勝 | 13. | 2017年5月7日  | イスタンブール              | クレー        | マリン・チリッチ                 | 6-7(3-7), 3-6                |
| 準優勝 | 14. | 2018年6月17日 | シュトゥットガルト          | 芝            | ロジャー・フェデラー             | 4-6, 6-7(3-7)                |
| 準優勝 | 15. | 2020年8月30日 | シンシナティ (ニューヨーク) | ハード        | ノバク・ジョコビッチ             | 6-1, 3-6, 4-6                |

### ダブルス: 1回 (0勝1敗)
| 結果   | No. | 決勝日        | 大会 | サーフェス | パートナー     | 対戦相手                                      | スコア                 |
| ------ | --- | ------------- | ---- | ---------- | -------------- | --------------------------------------------- | ---------------------- |
| 準優勝 | 1.  | 2011年6月12日 | ハレ | 芝         | ロビン・ハーセ | ロハン・ボパンナ アイサム＝ウル＝ハク・クレシ | 6-7(8-10), 6-3, [9-11] |

## 成績
略語の説明
| W | F | SF | QF | #R | RR | Q# | LQ | A | Z# | PO | G | S | B | NMS | P | NH |

W=優勝, F=準優勝, SF=ベスト4, QF=ベスト8, #R=#回戦敗退, RR=ラウンドロビン敗退, Q#=予選#回戦敗退, LQ=予選敗退, A=大会不参加, Z#=デビスカップ/BJKカップ地域ゾーン, PO=デビスカップ/BJKカッププレーオフ, G=オリンピック金メダル, S=オリンピック銀メダル, B=オリンピック銅メダル, NMS=マスターズシリーズから降格, P=開催延期, NH=開催なし.

### 4大大会シングルス
| 大会           | 2010 | 2011 | 2012 | 2013 | 2014 | 2015 | 2016 | 2017 | 2018 | 2019 | 2020 | 2021 | 2022 | 2023 | 2024 | 通算成績 |
| -------------- | ---- | ---- | ---- | ---- | ---- | ---- | ---- | ---- | ---- | ---- | ---- | ---- | ---- | ---- | ---- | -------- |
| 全豪オープン   | A    | 4R   | 3R   | 4R   | 3R   | QF   | SF   | QF   | 1R   | QF   | QF   | 4R   | A    | A    | 1R   | 34–12    |
| 全仏オープン   | A    | 1R   | 3R   | 3R   | QF   | A    | 4R   | 4R   | A    | A    | A    | A    | A    | A    | A    | 14–6     |
| ウィンブルドン | A    | 2R   | 2R   | 2R   | SF   | 3R   | F    | QF   | QF   | 4R   | NH   | A    | A    | 2R   | A    | 28–10    |
| 全米オープン   | 1R   | A    | 4R   | 4R   | 4R   | 3R   | 2R   | A    | 4R   | A    | 2R   | A    | A    | 2R   | A    | 16–9     |

### 大会最高成績
| 大会                 | 成績 | 年               |
| -------------------- | ---- | ---------------- |
| ATPファイナルズ      | SF   | 2016             |
| インディアンウェルズ | F    | 2016             |
| マイアミ             | QF   | 2014, 2018       |
| モンテカルロ         | QF   | 2014, 2015       |
| マドリード           | QF   | 2015             |
| ローマ               | SF   | 2014             |
| カナダ               | F    | 2013             |
| シンシナティ         | F    | 2020             |
| 上海                 | 3R   | 2013, 2015, 2016 |
| パリ                 | F    | 2014             |
| オリンピック         | 2R   | 2012             |
| デビスカップ         | SF   | 2013             |
| ATPカップ            | RR   | 2021             |

### 世界ランキング
| 大会           | 2009 | 2010 | 2011 | 2012 | 2013 | 2014 | 2015 | 2016 | 2017 | 2018 | 2019 | 2020 | 2021 | 2022 | 2023 |
| -------------- | ---- | ---- | ---- | ---- | ---- | ---- | ---- | ---- | ---- | ---- | ---- | ---- | ---- | ---- | ---- |
| 最終ランキング | 373  | 156  | 31   | 13   | 11   | 8    | 14   | 3    | 23   | 18   | 31   | 14   | 70   | -    | 317  |

## サービスゲーム詳細
|                         | 2011 | 2011    | 2012 | 2012    | 2013 | 2013    | 2014 | 2014    | 2015 | 2015    | 2016 | 2016    | 2017 | 2017    | 2018 | 2018    | 2019 | 2019    | 2020 | 2020 |
| % or 本                 | 順位 | % or 本 | 順位 | % or 本 | 順位 | % or 本 | 順位 | % or 本 | 順位 | % or 本 | 順位 | % or 本 | 順位 | % or 本 | 順位 | % or 本 | 順位 | % or 本 | 順位 |      |
| ----------------------- | ---- | ------- | ---- | ------- | ---- | ------- | ---- | ------- | ---- | ------- | ---- | ------- | ---- | ------- | ---- | ------- | ---- | ------- | ---- | ---- |
| エース数                | 637  | 5       | 1002 | 2       | 883  | 2       | 1107 | 2       | 743  | 5       | 874  | 4       | 566  | 8       | 788  | 3       | 697  | 4       | 529  | 1    |
| 1stサーブ               | 64%  | 14      | 62%  | 23      | 63%  | 23      | 61%  | 22      | 64%  | 14      | 64%  | 7       | 64%  | n/a     | 63%  | 19      | 63%  | n/a     | 64%  | 23   |
| 1stサーブポイント獲得率 | 79%  | 1       | 82%  | 1       | 82%  | 1       | 83%  | 2       | 81%  | 2       | 80%  | 4       | 79%  | n/a     | 83%  | 1       | 84%  | n/a     | 83%  | 1    |
| 2ndサーブポイント獲得率 | 53%  | 16      | 56%  | 8       | 53%  | 14      | 54%  | 12      | 58%  | 3       | 55%  | 5       | 56%  | n/a     | 57%  | 3       | 57%  | n/a     | 56%  | 4    |
| サービスゲーム獲得率    | 88%  | 3       | 93%  | 1       | 91%  | 1       | 90%  | 4       | 94%  | 2       | 91%  | 3       | 90%  | n/a     | 91%  | 3       | 92%  | n/a     | 94%  | 1    |
| ブレークポイントセーブ  | 66%  | 4       | 74%  | 1       | 68%  | 5       | 69%  | 8       | 78%  | 2       | 69%  | 4       | 66%  | n/a     | 63%  | 20      | 69%  | n/a     | 76%  | 2    |

## ライバル

### 錦織圭
錦織圭はラオニッチの第一のライバルとされることが多い。グローブ・アンド・メールによると、ラオニッチは「体格とサーブ」を強みとし、錦織は「判断力とスピード」を強みとしており、タイプや得意なサーフェスはまるで異なる。しかし同じ2008年にプロ転向し、どちらもそれぞれの国で初めてトップ10にランクインした。グランドスラムとマスターズの最高成績も準優勝で並んでいる。対戦成績は錦織が5勝2敗とリードしているものの、7試合中5試合でフルセットまでもつれており、プレイした25セットのうち、10セットはタイブレークに突入している。2014年の全米オープン4回戦は、試合時間4時間19分で試合終了時刻は午前2時26分となり、大会史上最も遅い時間まで戦われた試合の一つになった。怪我が多いという点では似ている。

### ビッグサーバー
同じくビッグサーバーであるイボ・カロビッチとジョン・イスナーとの比較。
|                      |      | ラオニッチ | ラオニッチ | カロビッチ | カロビッチ | イスナー | イスナー  |
| -------------------- | ---- | ---------- | ---------- | ---------- | ---------- | -------- | --------- |
|                      |      | %or本      | ATPランク  | %or本      | ATPランク  | %or本    | ATPランク |
| サービスゲーム獲得率 | 2012 | 93%        | 1位        | 87%        | 5位        | 92%      | 2位       |
| サービスゲーム獲得率 | 2013 | 91%        | 1位        | 91%        | 2位        | 90%      | 3位       |
| サービスゲーム獲得率 | 2014 | 90%        | 4位        | 93%        | 1位        | 93%      | 2位       |
| サービスゲーム獲得率 | 2015 | 94%        | 2位        | 96%        | 1位        | 93%      | 3位       |
|                      |      |            |            |            |            |          |           |
| 1試合のエース数      | 2012 | 16.2       | 2位        | 15.3       | 3位        | 16.8     | 1位       |
| 1試合のエース数      | 2013 | 14.7       | 3位        | 17.3       | 1位        | 16.3     | 2位       |
| 1試合のエース数      | 2014 | 16.5       | 3位        | 18.5       | 1位        | 17.4     | 2位       |
| 1試合のエース数      | 2015 | 15.8       | 3位        | 23.0       | 1位        | 18.5     | 2位       |